# モンテーゼ
モンテーゼ（伊: Montese）は、イタリア共和国エミリア＝ロマーニャ州モデナ県にある、人口約3,300人の基礎自治体（コムーネ）。

## 地理

### 位置・広がり

#### 隣接コムーネ
隣接するコムーネは以下の通り。括弧内のBOはボローニャ県所属を示す。
- カステル・ダイアーノ (BO)
- ファナーノ
- ガッジョ・モンターノ (BO)
- リッツァーノ・イン・ベルヴェデーレ (BO)
- パヴッロ・ネル・フリニャーノ
- セストラ
- ゾッカ

### 気候分類・地震分類
モンテーゼにおけるイタリアの気候分類 (it) および度日は、zona F, 3386 GGである。
また、イタリアの地震リスク階級 (it) では、zona 3 (sismicità bassa) に分類される。

## 行政

### 分離集落
モンテーゼには、以下の分離集落（フラツィオーネ）がある。
- Bertocchi, Castelluccio, Iola, Maserno, Montalto, Montespecchio, Salto, San Giacomo Maggiore, San Martino, Semelano